# Borisz Ivanovics Fomenko
Borisz Ivanovics Fomenko (oroszul: Борис Иванович Фоменко) (Moszkva, 1955. február 3. –) szovjet színekben világbajnok orosz tőrvívó, edző.